# Région Diana
Pour les articles homonymes, voir Diana.
Diana est un acronyme des cinq districts qui la composent soit :  Diego I & II - Ambilobe - Nosy Be - Ambanja. Elle fait partie  des vingt-trois régions de Madagascar, elle est située dans la province de Diego-Suarez, dans l'extrême Nord de l'île.

## Géographie

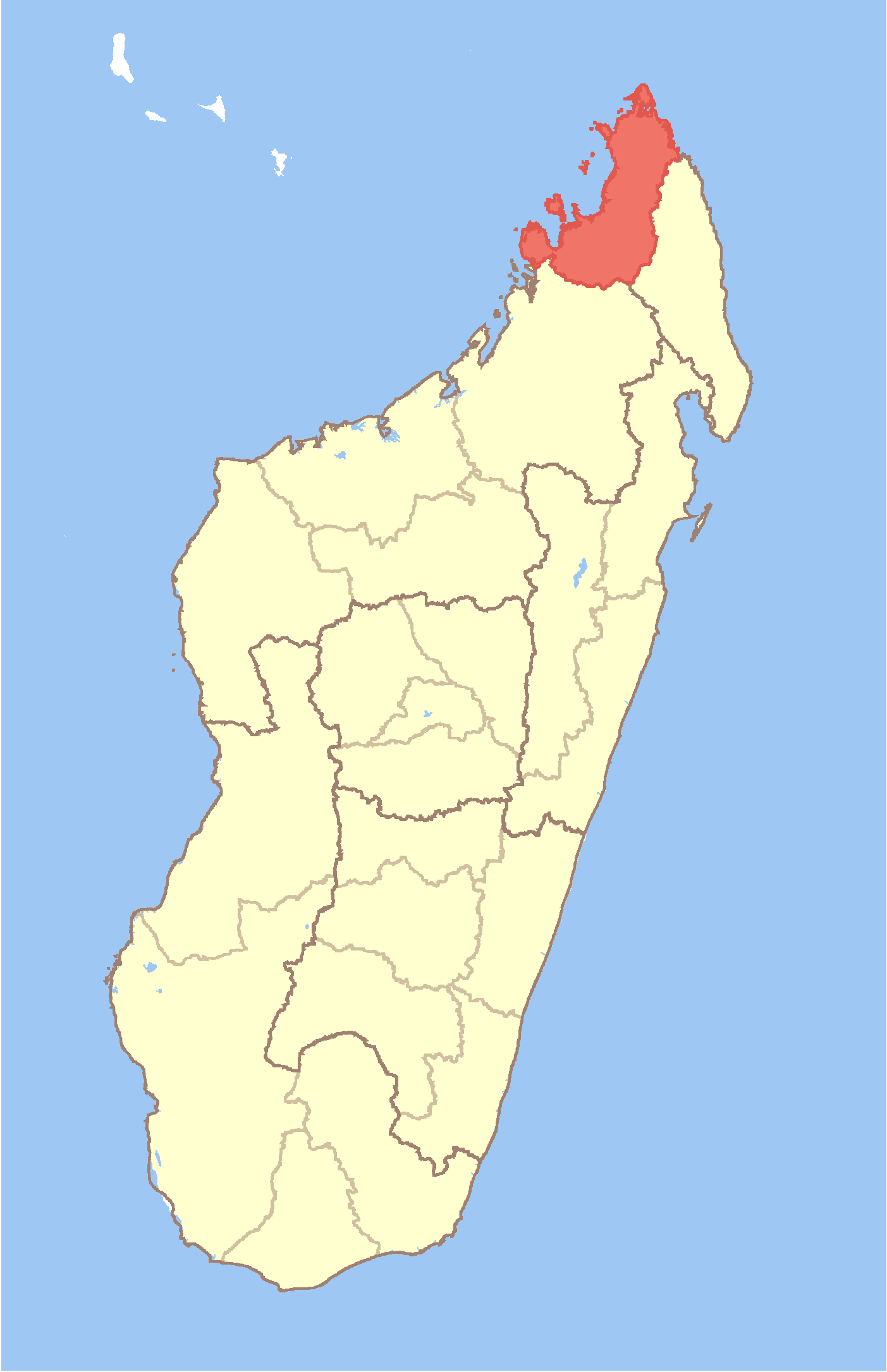
Localisation de la Région Diana

La capitale de la région est Antsiranana (Diégo-Suarez). La région est la plus septentrionale de l'île, frontalière avec les régions Sava et Sofia.
Le paysage hydrographique de la région Diana est caractérisé par trois grands ensembles :de la montagne d'Ambre (Saharegnana, Irodo, Beamalogno, Tegnaniagnivorano), de Tsaratanana (Mahavavy, Sambirano, Ramena) et du versant oriental (Manambato, Loky).

## Population
La population de la région est estimée à environ 889 862 habitants en 2018 sur une superficie de 19 266 km2 avec une densité moyenne de 44,5 habitants par km2.

### Principales ethnies
Historiquement, la région est peuplée par les Sakalava. À NosyBe, ils sont appelés « Sakalava Bemihisatra » et à Ambanja, ils sont connus comme « Sakalava Be Mazava ». En revanche, ils sont appelés « Antakarana » à Antsiranana et Ambilobe.

## Administration

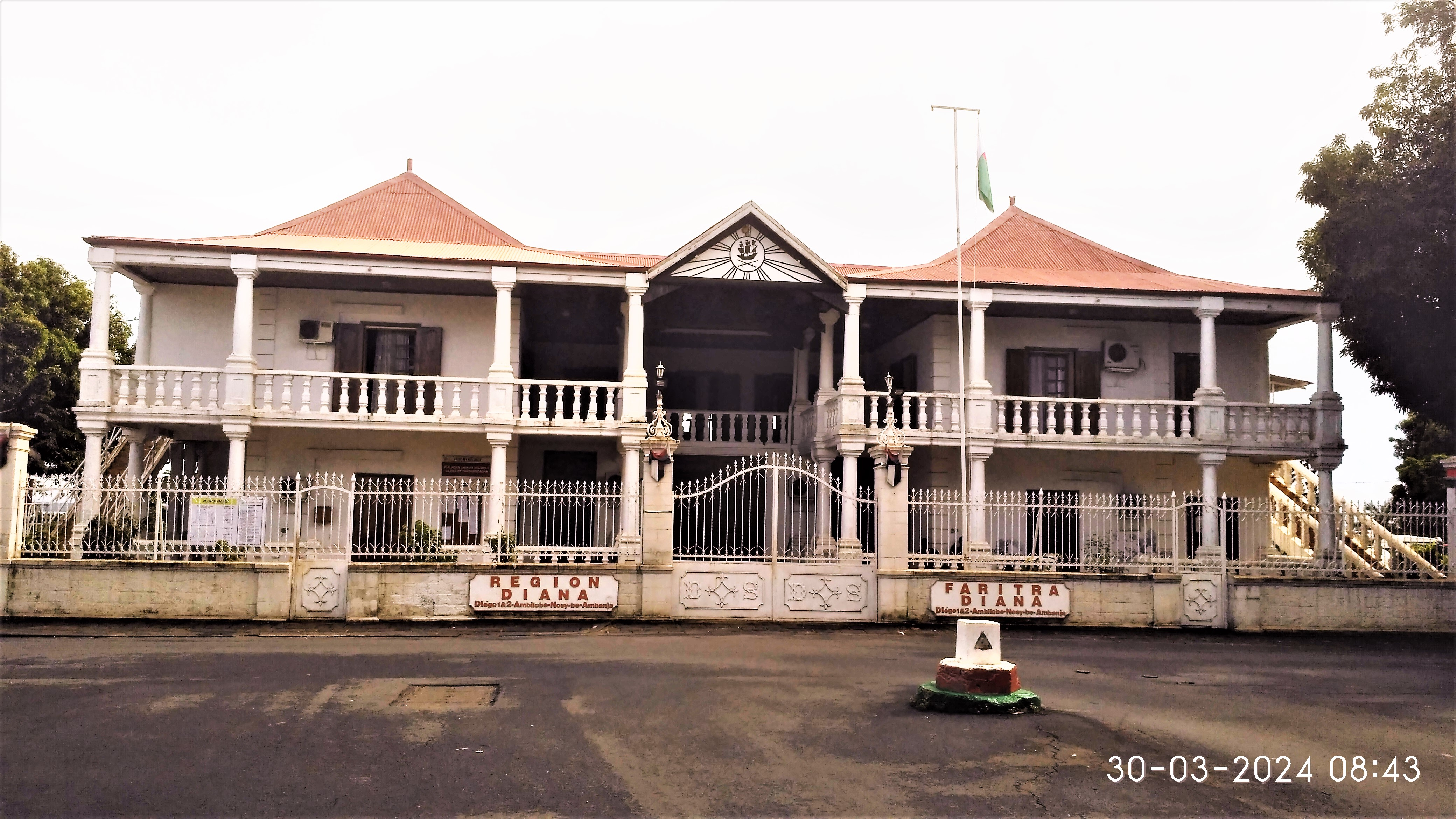
Region DIANA

La région est divisée en cinq districts :
- District d'Antsiranana I : 1 commune.
- District d'Antsiranana II : 23 communes.
- District d'Ambilobe : 17 communes.
- District d'Ambanja : 24 communes.
- Prefecture de Nosy Be : 5 arrodissements (Hell-Ville, Ampangorinana, Ambatozavavy, Bemanondrobe et Dzamandrar)[1].

### Liste des Chefs de région successifs depuis la création de la région en 2004

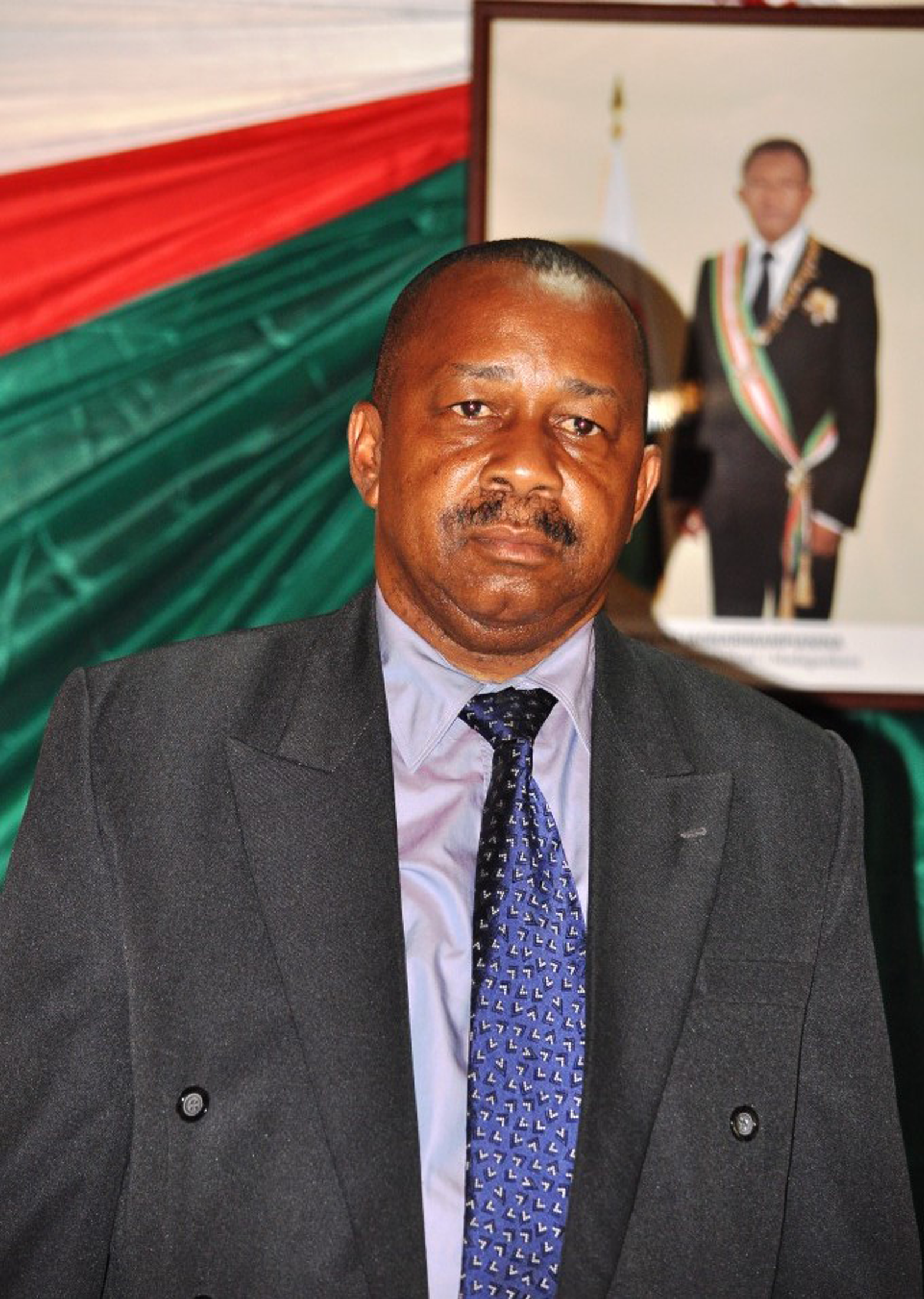
Chef de Région ANTILAHY Michel Martial

- Christophe Nosy Harinony (mort) : 2004-2006
- Raymond : 2006 -2007
- Anjara Manantsara : 2007- 2009
- Aly Hassan : Février 2009-Mai 2009
- Romuald Bezara : Mai 2009- Novembre 2013
- Colonel Maevalaza : Novembre 2013 - mars 2015
- Colonel Antilahy Martial Michel : Mars 2015 - Mai 2016
- Eddie TONGAZARA : Mai 2016 - Avril 2019[2]
- Malaza RAMANAMAHAFAY : Avril 2019 - Juillet 2020[3]
- DAODO Arona Marisiky (gouverneur) : Juillet 2010 - Mars 2023[4]
- Taciano RAKOTOMANGA (gouverneur) : Mars 2023- [4]

### Les députés élus dans la Région (Proclammation officiel du HCC du 02 Juillet 2019)
- Antsiranana I : Rahelihanta Jocelyne Maxime (IRD)[5]
- Antsiranana I : RAMENASON Rio Merci (IRD)[5]
- Antsiranana II : RAYMOND (Independant)[5]
- Ambilobe : ASSIMO Bruno (IRD)[5]
- Ambanja : DARKHOUI Siritis (Independant)[5]
- Nosy Be : RAZAFINDRAVONY Marifidy Christine(IRD)[5]

## Coopérations décentralisées
La coopération décentralisée avec Madagascar a commencé en 1999 dans le but de renforcer  les liens d’amitié franco-malgaches.

### Conseil Régional de Picardie - région Diana
L'ancienne région Picardie est engagée depuis 2008 dans un programme de coopération décentralisée avec la région de Diana.
Ce programme vise à renforcer l'institution régionale dans son rôle de collectivité territoriale, en particulier en matière d'aménagement du territoire et de développement économique local. À titre d'exemple, un Schéma Régional d'Aménagement du Territoire, ainsi que sa déclinaison économique (Schéma Régional de Développement Économique) sont en cours d'élaboration. Ces documents de planification s'appuient sur une gouvernance multi-acteurs (collectivités, services techniques de l’État, acteurs économiques, ONG, personnalités locales, etc.). Les chantiers de l'intercommunalité et de la fiscalité locale figurent également parmi les grands axes de cette coopération décentralisée.

### Conseil général du Finistère - région Diana
Dès 1999, le conseil général du Finistère a initié un partenariat de coopération décentralisée avec la province d’Antsiranana à  Madagascar. Celui-ci a été officialisé en 2002 par la signature d’un accord cadre de coopération.
Les objectifs de cette coopération décentralisée sont :
- la connaissance réciproque des populations et des territoires ;
- le renforcement des pouvoirs publics locaux et le développement de la citoyenneté ;
- le développement des deux territoires entraînant une amélioration des conditions de vie  des populations.

### Conseil général de l'Oise - région Diana
Afin d’officialiser les relations du Conseil général de l’Oise avec la Région Diana, une charte de jumelage a été signée en 2002.
Le Conseil général de l’Oise et la Région Diana ont décidé de favoriser, dans le cadre d’un  accord de coopération, le développement de leurs relations d’amitié et de solidarité dans les  domaines d’intervention qui relèvent de leurs compétences, de leurs moyens et de leur savoir-faire

### Conseil général de Mayotte - région Diana
La coopération décentralisée vise à promouvoir les échanges économiques, culturels et sportifs entre la Collectivité Départementale de Mayotte et la région Diana ainsi qu'à contribuer au développement de chacune d’elles, en mettant en lien les institutions, les habitants, les partenaires sociaux et associatifs, ainsi que leurs structures professionnelles et, le cas échéant, les entreprises locales.

## Parcs nationaux et Réserves Naturelles
- Réserve spéciale d'Ankarana
- Réserve spéciale d'Analamerana
- Parc national de la Montagne d'Ambre
- Réserve naturelle intégrale de Tsaratanana
- Réserve naturelle intégrale de Lokobe sur l'Ile de Nosy Be
- Réserve spéciale de Manongarivo
- Réserve marine d'Ambodivahibe